# Pinguicula chilensis
Pinguicula chilensis este o specie de plante carnivore din genul Pinguicula, familia Lentibulariaceae, ordinul Lamiales, descrisă de Dominique Clos. Conform Catalogue of Life specia Pinguicula chilensis nu are subspecii cunoscute.